# Laetana transversofasciata
Laetana transversofasciata es una especie de insecto coleóptero de la familia Chrysomelidae. Fue descrita científicamente en 1921 por Laboissiere.